# 白紋伊蚊
亞洲虎蚊（學名：Aedes albopictus），也稱做白紋伊蚊、黑白斑紋、白線斑蚊、花斑蚊等，屬蚊科，其特徵是有帶白色條紋的腿及小而黑白色的身軀。牠們來自東南亞，散佈於馬達加斯加往東到新幾內亞，北至韓國的緯度地區。與埃及斑蚊（Aedes aegypti）同為登革熱的病媒蚊。
亞洲虎蚊獨特的一種成員身長約5毫米。像蚊科的其他成員一樣，雌性的蚊子有一個長而細的管狀器官，用來收集血液，餵養牠們的卵，相反雄性以吸食甘露為主。和一般蚊子一樣偏好死水池，任何敞開盛了水的容器都可以令幼蟲生長繁殖，但卻不像其他雌性蚊子把卵直接產在水中，而是會把卵產在水的附近。

## 亞洲虎蚊與北美洲
亞洲虎蚊是於1985年在北美洲休斯頓的口岸裝運貨物時被發現的。後來，牠們散佈到美國南部遠至美國東海岸的新澤西州南部，亦繁殖於夏威夷，牠們事實上早在1896年已在當地繁殖。他們與北美洲的其他蚊子如Ochlerotatus canadensis等的腳的形態很相似。

## 具攻擊性的種類
亞洲虎蚊可以在變化很大的棲息地和環境下存活，適應力很強。大體而言，牠們比其他品種的蚊子更具攻擊性，同時能極快地叮咬動物。
這種蚊子在多個社區中成為了一種人們注意的害蟲，因為牠們與人類有緊密的關聯（而不是住在沼澤地），並且是在日間出動，而不是在夜晚、黃昏或黎明時份。牠們繁殖於容器或泥潭中，只需要數盎司的水就可以繁殖。牠們的飛行距離很短（少於200米），所以繁殖的地點可能處於找到這種蚊子的地方附近。
縱使並不是傳播西尼羅河病毒的媒介，牠們但卻可以帶有東部馬腦炎。牠們亦是在美國中部、美國南部及太平洋登革熱的傳染媒介。

## 控制
在美國，為了控制西尼羅病毒的傳播，很多政府機構開始用噴灑液控制蚊蟲的滋生。這種蚊子在白天十分活躍，因此在人們被咬的時候會被識別。然而，很多時候噴灑液都在晚上噴灑，因此對亞洲虎蚊不太有效。（白天噴上噴灑液通常都是違反了指示，因為搜尋在花上的蜜蜂都得在已申請的地方進行。）

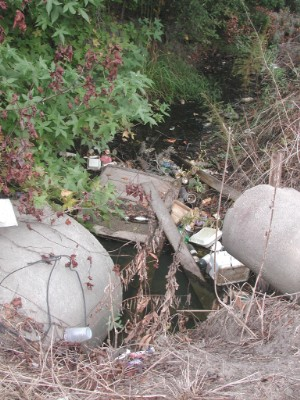
被棄於路旁的垃圾令亞洲虎蚊得以產卵。

搜尋並干擾那些蚊子的繁殖地點很簡單，牠們不會離有人被咬的地方太遠，因為亞洲虎蚊飛行的能力不是太好。繁殖地點包括：堵塞超過3天的排水溝頂、舊輪胎、垃圾堆、雀澡盤、小孩的水池及其他能盛水的容器。流動的水體不會成為繁殖點，有小魚的水也不會，因為魚會吃掉蚊的幼蟲。
蜻蜓也是控制蚊蟲滋生的好辦法。蜻蜓的幼蟲會在水中吃掉蚊的幼蟲，而成年的蜻蜓會在空中捕食成年的蚊子。殺蟲劑的使用亦會短暫抑制蚊子，但長期來看蚊子的族群數目會增加。
因此，人們盡量把所有水源，甚至只是一小杯水，都每三天就清理一次。垃圾，尤其是在水渠中的容器，要把容器中的水弄乾，且所有垃圾得清理好。雀澡盤、淺水池及其他可以盛載雨水的容器應被清空。灌溉用的雨水收集桶，及很多其他不能傾倒的容器，可傾上一匙的植物油，將蚊子的幼蟲悶死，因為牠們不能上水面呼吸。
任何在水池、集水盆等等中不能流出、傾掉或加植物油的死水，可以定期地加入蘇力菌以色列變種（Bacillus thuringiensis israelensis,BTi）。蘇力菌以色列變種可對雙翅目幼蟲造成一定的死亡率。在浮動著的時候，它們會長時間釋放殺蚊子幼蟲的生化滅蛹劑，殺掉蚊子的幼蟲及未孵成成蟲的小蚊子，而完全不會影響魚類、植物和人類或其他任何野生生物。這很適合在農場、花園使用。